# قلمرو میناکوچی
قلمرو میناکوچی (به ژاپنی: 水口藩, Minakuchi-han)، یک هان (ژاپن) یا دامنه فئودالی دایمیوهای فودای تحت حکومت شوگون‌سالاری توکوگاوا در   دوره ادو در ژاپن بود.